# Geert Van Bondt
Pour les articles homonymes, voir Van Bondt.
Geert Van Bondt, né le 18 novembre 1970 à Ninove, est un coureur cycliste belge. Professionnel de 1994 à 2004, il a notamment remporté Gand-Wevelgem en 2000. Il est actuellement directeur sportif de l'équipe Quick-Step Floors.

## Palmarès

### Palmarès amateur
- 1989
  - 2e du championnat de Flandre-Orientale sur route juniors
- 1992
  - 3e du Trofee Jong Maar Moedig I.W.T.
- 1993
  - 4e étape du Tour de Belgique amateurs
  - 2e du Tour du Hainaut

### Palmarès professionnel
- 1995
  - 3e de la Nokere Koerse
- 1996
  - 2e du championnat de Belgique sur route
  - 2e du Tour de la Haute-Sambre
- 1997
  - 1re étape du Circuit franco-belge
  - 3e du Circuit franco-belge
- 1998
  - Gullegem Koerse
  - 2e de Bruxelles-Ingooigem
- 2000
  - Gand-Wevelgem
  - 3e étape du Tour du Danemark
  - 2e de Kuurne-Bruxelles-Kuurne
  - 2e du Grand Prix E3
- 2001
  - 2e du Grote Prijs Dr. Eugeen Roggeman
- 2002
  - 3e étape du Tour de Rhénanie-Palatinat
  - 2e de Paris-Bourges
- 2004
  - 2e de la Flèche hesbignonne

## Résultats sur les grands tours

### Tour de France
1 participation 
- 2000 : 118e

### Tour d'Espagne
1 participation 
- 1999 : 83e